# Toshio Hosokawa
Toshio Hosokawa (細川 俊夫 Hosokawa Toshio?) (Hiroshima, 23 de octubre de 1955) es un compositor japonés de música clásica contemporánea. Se formó en Alemania (en Berlín y Friburgo), pero regresó a su país natal para desarrollar su carrera. Su música se inspira, a menudo, en elementos procedentes de la tradición musical y cultural japonesa. En su catálogo hay óperas (estrenadas en la Bienal de Múnich o el teatro de La Monnaie de Bruselas), oratorios (Voiceless Voice in Hiroshima) y música instrumental. Ha participado en festivales internacionales como la Bienal de Venecia, el Festival de Lucerna, el Festival de Otoño de Varsovia y el Festival Rheingau Musik.

## Carrera
Estudió piano y composición en Tokio. En 1976 fue a Alemania, para estudiar con Isang Yun en la Universidad de las Artes de Berlín. Entre 1983 y 1986 estudió con Klaus Huber y Brian Ferneyhough en el Conservatorio de Friburgo. En 1980 participó en los Cursos de Verano de Darmstadt, donde se interpretaron composiciones suyas (en la década siguiente fue uno de los profesores regulares de tales cursos). A partir de este momento, tuvo reconocimiento internacional y recibió numerosos encargos de composiciones.
Fue su maestro Klaus Huber quien le recomendó volver a Japón, donde Hosokawa desarrolló su estilo personal, influido por la música tradicional japonesa.
Fue uno de los cofundadores, en 1989, del Festival y Seminario Internacional de Música Contemporánea Akiyoshidai, que se celebra de forma anual y del que fue director artístico hasta 1998. Entre 1998 y 2007 fue compositor residente de la Orquesta Sinfónica de Tokio. Fue desde su fundación en 2001 director artístico del Festival Internacional de Música Takefu, en Fukui y ese mismo año fue nombrado miembro de la Academia de las Artes de Berlín.  En 2004 fue nombrado profesor invitado en el Conservatorio de Tokio.
En 2024 fue galardonado con el Premio Fundación BBVA Fronteras del Conocimiento por "el extraordinario alcance internacional de su obra al construir un puente entre la tradición musical japonesa y la estética contemporánea occidental"